# جامعة البحر المتوسط
جامعة البحر المتوسط هي جامعة فرنسية تقع في مدينة مارساي.
تعود أصولها إلى عهد لويس الثاني الذي أنشأ جامعة أكس-أون-بروفانس (Aix-en-Provence) سنة 1409.
وبعد المرور بعدة مسميات عبر السنين كان آخر تلك التسميات أكس-مارساي 2؛ تمت تسميت الجامعة بجامعة البحر المتوسط سنة 1994.

## عنوانها
58 شارع شارلز ليفون، حديقة فارو، 13007 مارساي - فرنسا.

## معاهدها
تضم الجامعة التخصصات التالية:
- الطب.
- الصيدلة.
- طب الأسنان.
- العلوم.
- العلوم الاقتصادية والتسيير.
- علوم الرياضة.

## وصلات خارجية
موقع جامعة البحر المتوسط - مارساي نسخة محفوظة 19 يناير 2010 على موقع واي باك مشين.